# Super Punch-Out!!
Super Punch-Out!! — компьютерная игра в жанре спортивного симулятора бокса, разработанная и изданная компанией Nintendo для игровой системы Super Nintendo Entertainment System. Четвёртая игра в серии Punch-Out!!, является продолжением игры Punch-Out!! для Nintendo Entertainment System. Выпущена в Северной Америке 24 октября 1994 года, в Великобритании — 10 февраля 1995 года. В Японии игра вышла в 1998 году для Super Famicom в составе серии картриджей Nintendo Power с перезаписываемой памятью. Впоследствии была включена в версию Fight Night Round 2 для GameCube как бонусный контент. Выпущена в сервисе Virtual Console для игровой системы Wii в марте 2009 года в Европе и Северной Америке, в июле 2009 года — в Японии. В мае 2016 года стала доступна в магазине New Nintendo 3DS eShop. В сентябре 2017 года Nintendo переиздала игру в составе миниатюрной игровой системы Super NES Classic Edition.
В Super Punch-Out!! игрок управляет боксёром, стремящимся завоевать титул чемпиона Всемирной ассоциации видеобокса (англ. World Video Boxing Association). Бой ведётся с видом из-за спины персонажа. Для победы необходимо нокаутировать противника в течение трёх минут. Игрок может наносить джебы, хуки и апперкоты, а также блокировать удары противника, уклоняться от них и приседать. Разработкой игры занималось подразделение Nintendo Integrated Research and Development под руководством Гэнъё Такэды, Минору Аракавы и Макото Вады. Озвучивание выполнил Чарльз Мартине.
Критики положительно оценили мультипликационный стиль игры, красочных и эксцентричных противников, простое управление и высокую реиграбельность. Отмечалась детализированная графика с использованием эффекта прозрачности, необходимого для реализации вида из-за спины персонажа. Отдельные рецензенты указывали на меньшую, по сравнению с предыдущей частью серии, привлекательность игрового процесса и охват аудитории.

## Игровой процесс
Игровой процесс Super Punch-Out!! наследует основные черты аркадных версий и версии для NES. Игрок управляет боксёром, которому можно присвоить имя, в его пути к чемпионскому титулу WVBA. Действие показано от третьего лица, при этом спрайт управляемого персонажа отображается полупрозрачным. Доступны удары в голову и корпус обеими руками. Противники способны отражать атаки, поэтому для нанесения успешного удара необходимо атаковать незащищённые участки, не закрытые перчатками. Каждый оппонент имеет свою стойку и схему защиты, что требует от игрока подбора соответствующей тактики ударов.
Как и в первых двух аркадных играх серии, в нижней части экрана располагается шкала силы. Она заполняется при успешном нанесении ударов и уменьшается при получении урона. При полном заполнении шкалы становятся доступны особые удары повышенной мощности: апперкоты, хуки и серии ударов. Они требуют времени на подготовку, но наносят значительный урон. Дополнительная система накопления силы отображается цветом фона за изображением лица игрока в верхнем левом углу экрана, который меняется от синего через зелёный и жёлтый к красному. При достижении красного цвета активируется состояние усиления (англ. Power-Up), увеличивающее скорость и силу ударов. Это состояние теряется при нокдауне.
В арсенал защитных приёмов входят уклонения влево и вправо, а также приседание, при выполнении которых нанесение ударов невозможно. Удары по корпусу нельзя избежать приседанием. Блокирование эффективно против обычных ударов в голову и корпус, но не защищает от сильных ударов, требующих уклонения или приседания. Эффективная защита предполагает выбор оптимального действия — блока, уклонения или приседания — в зависимости от атаки противника. Успешное выполнение защиты создаёт возможность для проведения контратаки.
В верхней части экрана отображаются шкалы выносливости игрока и противника, уменьшающиеся при получении ударов. Истощение шкалы приводит к нокдауну. Скорость нокдауна влияет на количество восстанавливаемой при подъёме выносливости; аналогичный эффект возникает при нокдауне от сильного удара. Боксёр проигрывает, если не может подняться до окончания отсчёта рефери (нокаут) или при получении трёх нокдаунов за бой (технический нокаут). Во время нокдауна противника игрок может восстановить часть выносливости нажатием кнопок контроллера.
На победу в каждом поединке отводится три минуты. По истечении времени бой заканчивается поражением игрока, так как победа по решению судей невозможна. После проигрыша можно использовать продолжение для повторного боя. При исчерпании всех продолжений игра завершается, требуя повторного прохождения всех боёв текущего турнира. Игра содержит четыре турнира, последний из которых становится доступен только при прохождении без поражений. Пройденные турниры доступны для повторного прохождения. Картридж игры оснащён памятью на батарейках для сохранения данных и рекордов.
В 2022 году был обнаружен скрытый режим игры для двух игроков, активируемый вводом специальной комбинации кнопок. Режим доступен во всех версиях игры без модификации программного кода.

## Разработка и выпуск
Super Punch-Out!! — четвёртая игра в серии Punch-Out!!, разработанная подразделением Nintendo Integrated Research and Development под руководством продюсеров Минору Аракавы, Гэнъё Такэды и Макото Вады. Озвучивание боксёров, рефери и комментатора выполнил Чарльз Мартине. Разработка велась параллельно с созданием Zoda's Revenge: StarTropics II. Маркетинговый бюджет игры составил 3,5 миллиона долларов.
Выпуск Super Punch-Out!! состоялся в Северной Америке в октябре 1994 года, в Европе — 26 января 1995 года. В 1996 году игра была переиздана в Северной Америке. В Японии выпуск состоялся 1 марта 1998 года в рамках сервиса Nintendo Power, позволявшего загружать игры на картриджи с перезаписываемой flash-памятью через специальные терминалы. Впоследствии игра вошла в версию Fight Night Round 2 для GameCube как бонусный контент, включавший также главного героя в качестве игрового персонажа — часть соглашения Nintendo с EA Sports о включении персонажей Nintendo в версии игр для GameCube. В марте 2009 года игра стала доступна в сервисе Virtual Console для Wii в Европе, Австралии, Северной Америке и Японии. В 2016 году состоялся выпуск в Virtual Console для New Nintendo 3DS.

## Критика
| Сводный рейтинг                     | Сводный рейтинг |
| Агрегатор                           | Оценка          |
| ----------------------------------- | --------------- |
| GameRankings                        | 84%             |
| Иноязычные издания                  |                 |
| Издание                             | Оценка          |
| AllGame                             | 4 из 5          |
| EGM                                 | - 86% - 79%     |
| Famitsu                             | 26 из 40        |
| Game Informer                       | 8,75 из 10      |
| GamePro                             | 18,5 из 20      |
| IGN                                 | 8 из 10         |
| Next Generation                     | 4/5             |
| VideoGames & Computer Entertainment | 80%             |
| Game Players                        | 90%             |

Super Punch-Out!! получила высокие оценки в журнале GamePro. Рецензент отметил качественное управление, продуманный уровень сложности, проработку спрайтов, анимацию и звуковое оформление, усиливающее динамику игры. Единственным недостатком был назван отсутствующий удобный режим для двух игроков. Дополнительные обзоры от победителей чемпионата Blockbuster Video World Game Championship 1994 года, Фреда Доути и Марка Гинейна, также были положительными. Они высоко оценили интуитивное управление, уровень сложности и художественный дизайн персонажей. Обозреватели спортивного раздела Electronic Gaming Monthly отметили нереалистичный стиль игры, признав при этом высокое качество игрового процесса. Журнал Next Generation охарактеризовал большинство элементов игры как выполненные безупречно, назвав проект достойной данью оригинальной игре.
Некоторые рецензенты положительно оценили нереалистичный подход к игровому процессу в Super Punch-Out!!, оригинальность противников и простоту управления. Крис Скаллион из Official Nintendo Magazine высоко оценил необычных персонажей и доступность игрового процесса. По его словам, Super Punch-Out!! «отлично готовит к выходу версии для Wii». Скаллион отметил, что отличительной чертой Super Punch-Out!! и других игр серии является отказ от реалистичного изображения бокса. Он также заметил, что противники являются центральным элементом игры, каждый из них обладает уникальной индивидуальностью, особенностями и стилем боя. Скайлер Миллер из Allgame положительно оценил отзывчивое управление, детализированных противников и использование возможностей Super NES для создания эффекта прозрачности бойца, что улучшает обзор с позиции за спиной. Также рецензент отметил звуковое оформление, особенно использование записи живого голоса комментатора. Журнал Game Players высоко оценил «крупную, красочную графику и простое в освоении управление».
Рецензенты также отметили другие уникальные особенности Super Punch-Out!! и сбалансированный уровень сложности. Game Informer выделил режим скоростного прохождения, фиксирующий рекордное время нокаута для каждого противника. Миллер также положительно оценил этот режим, отметив его влияние на реиграбельность. В обзоре VideoGames & Computer Entertainment отмечена продуманная кривая сложности: «игра действительно сложная, но постоянные тренировки приносят результат». Лукас Томас из IGN, при общей положительной оценке, указал на меньшую привлекательность игры по сравнению с версией для NES, рекомендовав последнюю. По его словам, звуковое оформление «разнообразнее, чем в версии для NES, но менее запоминающееся». Томас отметил, что игрокам, знакомым с версией для NES, приходится заново изучать схемы атак противников. Также рецензент указал на меньшую аудиторию игры по сравнению с версией для NES.

### Награды
В 1995 году журнал Total! поместил игру на 27-е место в списке 100 лучших игр для SNES. В 1997 году Electronic Gaming Monthly присвоил игре 56-е место в рейтинге лучших консольных видеоигр всех времён. Выбор Super Punch-Out!! вместо Punch-Out!! редакция объяснила следующим образом: «Версия для NES превосходна, но версия для Super NES ещё лучше благодаря крупным, хорошо анимированным персонажам, качественному управлению и практически идеальной кривой обучения». В 2011 году IGN поместил игру на 17-е место в списке 100 лучших игр для SNES. В 2018 году Complex присвоил игре 18-е место в рейтинге «Лучшие игры для Super Nintendo всех времён».